# مركز دراسات الشرق الأوسط (أوكسفورد)
مبنى مركز دراسات الشرق الأوسط بجامعة أوكسفورد ببريطانيا هو مبنى تم تصميمه من قبل زها حديد بجامعة أوكسفورد ببريطانيا. وهو عبارة عن جسر منحن خاص بمركز الشرق الأوسط التابع لكلية سان أنطوني، الذي افُتتح في مايو 2015 في حضور موزا بنت ناصر المسند. وتربط المنشأة الهندسية التي تبلغ مساحتها 1127 مترًا مربعًا بين مقرين قائمين بالفعل يرجعان للعصر الفيكتوري، مع مركزًا وثائقيًا ومكتبة وقاعة محاضرات تتسع لنحو 120 مقعدًا. وجاءت تكلفة البناء النهائية ب11 مليون جنيه استرليني، حيث تبرع به رجل الأعمال العراقي نمير قيردار.